# Марианский жёлоб
Мариа́нский жёлоб (Мариа́нская впа́дина) — океанический глубоководный жёлоб на западе Тихого океана, самый глубокий из известных на Земле. Назван по находящимся рядом Марианским островам. Впадина имеет форму полумесяца и имеет длину около 2540 км, среднюю ширину 69 км и глубину до 11 км. На дне жёлоба верхний столб воды оказывает давление 1086 бар (~110 МПа), что более чем в 1071 раз превышает стандартное атмосферное давление на уровне моря. При таком давлении плотность воды увеличивается на 4,96 %. Температура на глубине составляет от 1 до 4 °C.
Самая глубокая точка Марианской впадины — Бездна Челленджера. Она находится в юго-западной части впадины, в 340 км на юго-запад от острова Гуам (координаты точки: 11°22,40′ с. ш. 142°35,50′ в. д.). По различным данным, её максимальная глубина составляет от 10 028 м до 11 034 м ниже уровня моря.
В 2009 году Марианская впадина была признана национальным памятником США. Исследователями Института океанографии Скриппса на глубине 10,6 км в Марианской впадине были обнаружены ксенофиофоры. Данные также позволяют предположить, что во впадине обитают микробные формы жизни.

## Исследования
Первые измерения и открытие Марианского жёлоба были проведены в 1875 году с британского трёхмачтового корвета «Челленджер» («Бросающий вызов»). Тогда, с помощью глубоководного лота, установили глубину 8367 метров (при повторном промере — 8184 м). В 1951 году английская экспедиция на научно-исследовательском судне «Челленджер» с помощью эхолота зафиксировала максимальную глубину 10 863 метра. По результатам измерений, проведённых в 1957 году во время 25-го рейса советского научно-исследовательского судна «Витязь» группой учёных под руководством Алексея Добровольского, максимальная глубина жёлоба — 11 022 м (уточнённые данные, первоначально сообщалась глубина 11 034 м). Впоследствии именно значение 11 022 метра указывалось для максимальной глубины Марианского жёлоба в советской учебной и энциклопедической литературе. Трудность измерения состоит в том, что скорость звука в воде зависит от её свойств, которые различны на разных глубинах, поэтому эти свойства также должны быть определены на нескольких горизонтах специальными приборами (такими, как батометр и термометр), и в значение глубины, показанное эхолотом, внесена поправка. Исследования 1995 года показали, что она составляет около 10 920 м, а исследования 2009 года — что 10 971 м. Исследования 2011 года дают значение — 10 994 метров с точностью ±40 метров. Таким образом, глубочайшая точка впадины, именуемая «Бездной Челленджера» (англ. Challenger Deep), находится дальше от уровня моря, чем вершина горы Эверест — над ним.
 Исследования, проведённые американской океанографической экспедицией из университета Нью-Гэмпшира (США), обнаружили на поверхности дна Марианской впадины горы. Эти исследования проходили с августа по октябрь 2010 года, когда при помощи многолучевого эхолота была детально изучена площадь дна, равная 400 000 квадратных километров. В результате и были обнаружены по меньшей мере четыре океанических горных хребта высотой в 2,5 километра, пересекающих поверхность Марианского жёлоба в месте соприкосновения Тихоокеанской и Филиппинской литосферных плит. Один из исследователей прокомментировал это так: «В этом месте геологическое строение океанической земной коры очень сложное… Эти хребты сформировались около 180 миллионов лет назад в процессе постоянного движения литосферных плит. Краевая часть Тихоокеанской плиты в течение миллионов лет постепенно „подползает“ под Филиппинскую, как более старая и „тяжёлая“… В ходе этого процесса образуется складчатость».

### Погружения
- Первое погружение человека на дно Марианского жёлоба было совершено 23 января 1960 года лейтенантом ВМС США Доном Уолшем и исследователем Жаком Пикаром в батискафе «Триест», спроектированном отцом Жака Огюстом Пикаром. Приборы зафиксировали рекордную глубину — 11 521 метр (скорректированная величина — 10 918 м). На дне исследователи встретили плоских рыб размером до 30 см, похожих на камбалу[17].
- Японский зонд «Кайко» (яп. 海溝), который был спущен в район максимальной глубины впадины 24 марта 1995 года, зафиксировал глубину 10 911,4 метра[14][18]. Во взятых зондом пробах ила были найдены живые организмы — фораминиферы[19].
- 31 мая 2009 года на дно Марианской впадины погрузился автоматический подводный аппарат «Нерей» (лат. Nereus) (см. Нерей, древнегреческая мифология). Аппарат опустился на глубину 10 902 метра, где снимал видео, сделал несколько фотографий, а также собрал образцы отложений на дне[20].
- 26 марта 2012 года кинорежиссёр Джеймс Кэмерон стал третьим человеком в истории, достигшим самой глубокой точки Мирового океана, и первым, сделавшим это в одиночку. Кэмерон погружался на одноместном аппарате «Дипси челленджер», оборудованном всем необходимым для съёмки. Киносъёмка велась в формате 3D, для этого батискаф был оснащён специальным световым оборудованием[21]. Кэмерон добрался до «Бездны Челленджера» — участка впадины на глубине 10 898 метров[22] (точные вычисления показывают, что батискаф достиг глубины 10 908 метров, а не 10 898 — глубины, зафиксированной прибором во время погружения[23]). Он взял образцы пород, живых организмов и провёл киносъёмку, используя 3D-камеры. Отснятые режиссёром кадры легли в основу научно-документального фильма канала «National Geographic Channel» Джеймс Кэмерон: Путешествие к центру Земли (2012)[24].
- 28 апреля 2019 года Виктор Весково установил рекорд глубины погружения человека — 10 928 м и стал первым человеком, покорившим высочайшую вершину мира — Эверест — и глубочайшую впадину[25].
- 8 мая 2020 года на дно Марианской впадины впервые погрузился российский автономный необитаемый подводный аппарат «Витязь-Д». Датчики зафиксировали глубину 10 028 метров. «Продолжительность миссии без учёта погружения и всплытия на поверхность составила более трёх часов», — сообщили в Фонде перспективных исследований (ФПИ). На дно Марианской впадины доставили вымпел, посвящённый 75-летию Победы в Великой Отечественной войне. Аппарат провёл картографирование, фото- и видеосъёмку морского дна, учёные изучили параметры морской среды. В состав комплекса «Витязь-Д» входят автономный необитаемый аппарат, глубоководная донная станция и аппаратура пункта управления. Корабельное оборудование комплекса обеспечивает информационный обмен судна-носителя с подводным аппаратом и донной станцией в режиме реального времени по гидроакустическому каналу. «В отличие от работавших ранее в этом районе аппаратов Kaiko (Япония) и Nereus (США), аппарат „Витязь“ функционирует полностью автономно. Благодаря использованию в системе управления аппарата элементов искусственного интеллекта, он может самостоятельно обходить препятствия по курсу, находить выход из ограниченного пространства и решать другие интеллектуальные задачи», — сказали в ФПИ[26].
- 7 июня 2020 года на дно Марианской впадины погрузилась первая женщина, ею стала Кэтрин Салливан[27]. Пилотом был Виктор Весково[28].
- 12 июня 2020 года на дне Марианской впадины побывала вторая женщина — Ванесса О'Брайен[англ.], альпинистка, покорившая Эверест[29].
- 20 июня 2020 года Келли Уолш, сын знаменитого Дона Уолша, достиг дна Бездны Челленджера, доведя тем самым число людей, побывавших в Марианской впадине, до двенадцати[30] Пилотом был Виктор Весково[28].
- 25 июня 2020 года Ин-Цонг («YT») Лин, учёный из Лаборатории океанической акустики, стал тринадцатым человеком, посетившим Марианскую впадину, и первым человеком азиатского происхождения. Пилотом был Виктор Весково[28].
- 15 ноября 2020 года в Бездну Челленджера на глубину 10 909 метров опустился китайский глубоководный автономный аппарат «Фэньдоучже» («Борец») с тремя людьми на борту[31].

## Геология
Жёлоб протянулся вдоль Марианских островов на 1500 км. Он имеет V-образный профиль: крутые (7—9°) склоны, плоское дно шириной 1—5 км, которое разделено порогами на несколько замкнутых депрессий. У дна давление воды достигает 108,6 МПа, что примерно в 1072 раза больше нормального атмосферного давления на уровне Мирового океана. Впадина находится на границе стыковки двух тектонических плит, в зоне движения по разломам, где Тихоокеанская плита уходит под Филиппинскую плиту.

## Факты
- В июне 2016 года было опубликовано исследование, согласно которому тела глубоководных рачков из Марианской впадины содержат гораздо более высокий уровень токсичных веществ, чем в прибрежных водах океана, куда выбрасываются сточные воды и отходы[32].